# Baeden Choppy
Baeden Ty Choppy (* 14. April 1976 in Mackay, Queensland) ist ein ehemaliger australischer Hockeyspieler, der mit der Australischen Hockeynationalmannschaft 1996 Olympiadritter war.

## Sportliche Karriere
Baeden Choppy war 1996 der erste Angehörige der Aborigines, der mit der australischen Nationalmannschaft an Olympischen Spielen teilnahm. Bei den Olympischen Spielen 1996 in Atlanta qualifizierten sich die Australier trotz einer Vorrundenniederlage gegen die Niederländer für das Halbfinale. Nach der 1:2-Halbfinalniederlage gegen die Spanier trafen die Australier im Spiel um Bronze auf die Deutschen und gewannen mit 3:2. Choppy erzielte insgesamt vier Treffer, drei im Vorrundenspiel gegen Malaysia und das entscheidende Tor kurz vor Schluss im Spiel um den dritten Platz.
Ende 1996 nahm Choppy mit der australischen Mannschaft an der Champions Trophy der Herren 1996 in Madras teil und belegte den letzten Platz. Choppy erzielte zwei der insgesamt acht Turniertore der Australier. Ein Jahr später bei der Champions Trophy der Herren 1997 in Adelaide erreichten die Australier das Finale und verloren nach Verlängerung gegen die Deutschen. Baeden Choppy war in allen sechs Spielen dabei und erzielte zwei Treffer. 1998 bei der Weltmeisterschaft in Utrecht gewannen die Australier ihre Vorrundengruppe vor den Spaniern, unterlagen aber im Halbfinale der niederländischen Mannschaft mit 2:6. Einmal mehr trafen die Australier im Spiel um den dritten Platz auf die Deutschen und diesmal unterlagen die Australier.
Nach seiner Zeit als Aktiver wurde Choppy Trainer.